# Северо-Западная ТЭЦ
Северо-Западная ТЭЦ — тепловая электростанция Санкт-Петербурга, располагается в Ольгино. Является первой в России ТЭЦ с парогазовым циклом.

## История
История строительства станции началась в 1988 году, когда была принята и утверждена Госпланом СССР схема теплоснабжения Ленинграда до 2000 года. После этого в Ленэнерго была организована дирекция по строительству первой в России станции нового поколения – с парогазовым бинарным циклом – Северо-Западной ТЭЦ.
Основополагающим документом о начале строительства стало постановление Правительства Российской Федерации от 2 июля 1992 года № 459 «О строительстве Северо-Западной ТЭЦ в Санкт-Петербурге и организации производства парогазовых установок». 7 октября 1992 года мэр Санкт-Петербурга Анатолий Собчак подписал Распоряжение № 927 «О проектировании и строительстве Северо-Западной ТЭЦ в промзоне Конная Лахта».
В июле 2000 года на заседании правления РАО ЕЭС России было принято решение о введении в эксплуатацию первого блока Северо-Западной ТЭЦ до конца года.
Пуск первого энергоблока, мощностью 450 МВт, Северо-Западной ТЭЦ состоялся 22 декабря 2000 года. В этот день станцию посетил президент России Владимир Владимирович Путин.
С октября 2006 года станция переведена в теплофикационный режим и начинает осуществлять теплоснабжение Приморского района Санкт-Петербурга. Через месяц сотрудники станции произвели пуск второго энергоблока мощностью 450 МВт.
29 ноября 2006 года был сдан в эксплуатацию второй энергоблок мощностью 450 МВт, но из-за необеспеченности топливом некоторое время эксплуатировался не на полную мощность и возобновил полноценную работу только в апреле (17 апреля) весной 2008 года.
В состав каждого блока ПГУ-450 входит следующее оборудование: паровая турбина Т-150-7,5 ОАО «Силовые машины», две газовых турбины SGT5-2000E производства Siemens, генераторы паровых и газовых турбин.
В декабре 2008 года введен в эксплуатацию комплекс сооружений градирни №2. Сегодня он обеспечивает работу энергоблоков со 100 процентной конденсационной нагрузкой в летнее время и без ограничений в схеме выдачи мощности.
В июле 2015 года началась первая в России главная инспекция газовой турбины при достижении ею 100 тысяч эквивалентных часов эксплуатации, которая позволит продлить ресурс её эксплуатации на ещё один жизненный цикл.

## Современное состояние
Станция снабжает тепловой и электрической энергией промышленные предприятия, жилые и общественные здания Приморского района Санкт-Петербурга. Работает не только в энергосистеме России, но и Финляндии.
На ТЭЦ вместо традиционных железобетонных труб установлены две стальные на стальных каркасах, расположенных на крыше здания котлотурбинного цеха. Высота их от земли до завершения равна 150 метрам. Также на ТЭЦ есть две 87-метровые градирни разного дизайна.

## Собственники и руководство
1 мая 2008 года ОАО «Северо-Западная ТЭЦ» присоединено на правах филиала к ОАО «ИНТЕР РАО ЕЭС», а с 1 января 2012 года станция приобрела статус филиала АО «Интер РАО — Электрогенерация».